# Pseudomops cinctus
Pseudomops cinctus är en kackerlacksart som först beskrevs av Hermann Burmeister 1838.  Pseudomops cinctus ingår i släktet Pseudomops och familjen småkackerlackor. Inga underarter finns listade i Catalogue of Life.